# Michael Farfan
Michael Farfan est un joueur américain de soccer né le 23 juin 1988 à San Diego (Californie). Il évoluait au poste de milieu de terrain.

## Biographie
Michael Farfan rejoint l'IMG Soccer Academy en Floride avec son frère jumeau Gabriel. Ils rejoignent tous deux l'Université d'État de Californie à Fullerton en 2006 et évoluent ensemble avec l'équipe des Titans en NCAA. Après deux années, il quitte la Californie et son frère pour l'université de Caroline du Nord.
Pendant toute sa carrière universitaire, il joue également avec différentes équipes amateur de PDL.
Farfan est repêché par l'Union de Philadelphie en 23e position lors de la MLS SuperDraft 2011. Il retrouve alors son frère en MLS.
Le 24 février 2017, il annonce se retirer du soccer professionnel.